# Michał Gierżot
Michał Gierżot (ur. 4 października 2001 w Policach) – polski siatkarz, reprezentant Polski, grający na pozycji przyjmującego. 
Jego ojciec urodził się koło Mińska, a matka, Natalia, pochodzi z Anapy. Występowała w młodzieżowych kategoriach Związku Radzieckiego, a po rozpadzie ZSRR grała dla reprezentacji Białorusi. Była zawodniczką m.in. rosyjskiej Urałoczki Jekaterynburg czy Chemika Police. Jest trenerką i wychowawczynią szczecińskiej młodzieży siatkarskiej dziewcząt – UKS Osiemnastka Szczecin. Jego prawie o 10 lat starszy brat Siergiej jest ortopedą.
Potrafi bardzo dobrze grać na fortepianie.
Pod koniec kwietnia 2023 roku został powołany do szerokiej kadry reprezentacji Polski.
Pod koniec października do 19 listopada 2024 roku zachorował na silne zapalenie płuc. Było to chlamydiowe zapalenie dróg oddechowych. Jest to bakteria, która przeważnie występuje w brudnej wodzie, a kilka tygodni wcześniej Nysę nawiedziła powódź.
28 maja 2025 roku zadebiutował w kadrze narodowej Polski w meczu z reprezentacją Ukrainy.

## Sukcesy klubowe
Akademickie Mistrzostwa Polski:
- 2021

Mistrzostwo Polski:
- 2021[9]

## Sukcesy reprezentacyjne
Mistrzostwa Świata Juniorów:
- 2021

Letnia Uniwersjada:
- 2025[10]
- 2021[11]

Mistrzostwa Europy U-22:
- 2022[12]

Liga Narodów:
- 2025[13]

## Nagrody indywidualne
- 2022: Najlepszy przyjmujący Mistrzostw Europy U-22[14]